# World Slavery Tour
Tournées par Iron Maiden
World Piece Tour Somewhere on Tour
World Slavery Tour est une tournée du groupe de heavy metal britannique Iron Maiden. Elle débute à Varsovie en Pologne le 9 août 1984 et se conclut le 5 juillet 1985 à Irvine en Californie aux États-Unis.
La tournée World Slavery Tour est la plus grosse tournée d'Iron Maiden à ce jour, comptant 187 représentations au total mais créant aussi des tensions au sein du groupe. Notamment le chanteur Bruce Dickinson qui a déclaré: « Je n'ai jamais cru qu'elle allait se terminer... j'ai commencé à avoir l'impression que j'étais un morceau de machine, que je faisais partie du système d'éclairage ». Lors du concert à Rio de Janeiro au Brésil le 11 janvier 1985, Bruce Dickinson se blesse et s'ouvre l'arcade sourcilière en heurtant la guitare de Dave Murray. Dickinson joue de la guitare sur le titre Revelations dans ce même concert.
En France, Iron Maiden a réalisé sept performances avec en première partie les groupes Accept et Mötley Crüe. Le groupe est passé par Toulouse (Palais des Sports), Bordeaux (Salle du Grand Parc), Paris (Espace Balard), Nancy (Palais des Expositions), Lyon (Espace Tony-Garnier), Annecy (Espace Tony-Garnier) et Palavas (Palais des Expositions).
Un fan du groupe se tua durant le spectacle présenté au Colisée Pepsi de Québec (ville) le 26 novembre 1984. Dickinson souffrant de problèmes de santé, les concerts datés au 23, 24, 25 et 26 janvier 1985 ont dû être annulé. En Afrique du Sud, certaines dates furent également annulées mais pour tout autre raison, l'utilisation du mot « Slavery » (Esclavage)...

## Premières parties
Les groupes Accept, Twisted Sister, Mötley Crüe, Queensrÿche, Ratt, Warrior, Mama's Boys, Samson, Bad News, Quiet Riot et W.A.S.P. ont joué en première partie de la tournée World Slavery Tour,:

### Europe
- Accept : 26, 29, 31 août 1984; 1er, 3, 5, 7 et 8 septembre 1984[3].
- Waysted : 11 au 13, 15 au 23, 25 au 27, 29 au 30 septembre 1984.
- Mötley Crüe : 15, 16, 17, 19, 20, 21, 23, 24, 26, 27, 28, 29 octobre 1984.

### Amérique du Nord
- Twisted Sister : 14, 15, 28 et 29 janvier 1985.
- Queensrÿche : 17 au 21 janvier 1985.
- Quiet Riot : 17 février 1985.

## Programme
- Intro: Churchill's Speech
- Aces High
- 2 Minutes to Midnight
- Revelations
- Flight of Icarus
- Rime of the Ancient Mariner
- Losfer Words (Big 'Orra)
- Powerslave
- Guitar solo
- The Number of the Beast
- Hallowed Be Thy Name
- 22, Acacia Avenue
- Iron Maiden
- Run to the Hills
- Running Free
- Sanctuary
- Children of the Damned[7]
- Die With Your Boots On [7]
- Wrathchild [7]
- Murders in the Rue Morgue [7]
- Phantom of the Opera [7]

## Bootlegs
| Titre                                | Ville           | Date              | Salle, festival ou stade    | Source          |
| Pologne                              |                 |                   |                             |                 |
| THIRD EVENING IN POLAND              | Poznań          | 11 août 1984      | Poznań Arena                | public          |
| THIRD NIGHT IN POLAND                | Poznań          | 11 août 1984      | Poznań Arena                | public          |
| POLAND 11.08.1984                    | Poznań          | 11 août 1984      | Poznań Arena                | public          |
| LIVE AT FOLKS HALL                   | Wroclaw         | 12 août 1984      | Folks Hall                  | public          |
| POLAND 12.08.1984                    | Wroclaw         | 12 août 1984      | Folks Hall                  | public          |
| POLAND 14.08.1984                    | Katowice        | 14 août 1984      | Sporthall Makoszowy         | public          |
| Autriche                             |                 |                   |                             |                 |
| VIENNA 16.08.1984                    | Zeltweg         | 16 août 1984      | Aichfeldhall Sportzentrum   | public          |
| Hongrie                              |                 |                   |                             |                 |
| BUDAPEST '84                         | Budapest        | 17 août 1984      | Sports Hall                 | public          |
| BUDAPEST 84                          | Budapest        | 17 août 1984      | Sports Hall                 | public          |
| Yougoslavie et Bulgarie              |                 |                   |                             |                 |
| IRON CURTAIN PART - BELGRADE '84'    | Belgrade        | 18 août 1984      | Sajam Exhibition Centre     | public          |
| LJUBLIANA 84                         | Ljubljana       | 19 août 1984      | Dvorana Tivoli              | public          |
| ENSLAVING YUGOSLAVIA '84             | Ljubljana       | 19 août 1984      | Dvorana Tivoli              | public          |
| IRON CURTAIN LAST CONCERT - BULGARIE | Sofia           | 20 août 1984      | Lokomotiv Stadium           | public          |
| Italie                               |                 |                   |                             |                 |
| DOIN' MY JOB                         | Taggia          | 22 août 1984      | Ex Caserna Rivelli          | public          |
| DOIN' THE WHOLE JOB                  | Taggia          | 22 août 1984      | Ex Caserna Rivelli          | public          |
| DOIN' MY COMPLETE JOB                | Taggia          | 22 août 1984      | Ex Caserna Rivelli          | public          |
| France                               |                 |                   |                             |                 |
| BLOOD IS FREEDOM'S STAIN             | Annecy          | 25 août 1984      | Parc des Expositions        | public          |
| Espagne                              |                 |                   |                             |                 |
| SLAVERY IN MADRID                    | Madrid          | 3 septembre 1984  | Estadio Roman Valero        | public          |
| BARCELONA 84                         | Barcelone       | 5 septembre 1984  | Palacio Municipal           | public          |
| France                               |                 |                   |                             |                 |
| NO TIME TOULOUSE!                    | Toulouse        | 7 septembre 1984  | Palais des Sports           | public          |
| THE KILLER'S BREED                   | Bordeaux        | 8 septembre 1984  | Salle du Grand Parc         | public          |
| Écosse                               |                 |                   |                             |                 |
| GLASGOW 1984                         | Glasgow         | 11 septembre 1984 | Apollo Theatre              | public          |
| AMBERDEEN '84                        | Aberdeen        | 12 septembre 1984 | Capitol Theatre             | public          |
| SCOTLAND 84                          | Aberdeen        | 12 septembre 1984 | Capitol Theatre             | public          |
| ABERDEEN 1984                        | Aberdeen        | 12 septembre 1984 | Capitol Theatre             | public          |
| EDINBURGH 84                         | Édimbourg       | 13 septembre 1984 | Playhouse Theatre           | public          |
| EDINBURGH POWERSLAVES '84            | Édimbourg       | 13 septembre 1984 | Playhouse Theatre           | public          |
| Angleterre                           |                 |                   |                             |                 |
| NEWCASTLE 84                         | Newcastle       | 15 septembre 1984 | City Hall                   | public          |
| NEWCASTLE ENSLAVED                   | Newcastle       | 16 septembre 1984 | City Hall                   | public          |
| NEWCASTLE ENSLAVED                   | Newcastle       | 16 septembre 1984 | City Hall                   | public          |
| MARINERS IN NEWCASTLE                | Newcastle       | 16 septembre 1984 | City Hall                   | public          |
| SHEFFIELD '84                        | Sheffield       | 17 septembre 1984 | City Hall                   | public          |
| NAILED IN MY COFFIN                  | Sheffield       | 17 septembre 1984 | City Hall                   | public          |
| IPSWICH MURDERS                      | Ipswich         | 18 septembre 1984 | Gaumont Hall                | public          |
| LEICESTER '84                        | Leicester       | 20 septembre 1984 | De Montfort Hall            | public          |
| LEICESTER 20.09.1984                 | Leicester       | 20 septembre 1984 | De Montfort Hall            | public          |
| OXFORD '84                           | Oxford          | 21 septembre 1984 | New Theatre                 | public          |
| DENIAL OF LIFE                       | Oxford          | 21 septembre 1984 | New Theatre                 | public          |
| ST. AUSTELL 84                       | St Austell      | 22 septembre 1984 | Cornwall Coliseum           | public          |
| R.I.P. ST. AUSTELL '84               | St Austell      | 22 septembre 1984 | Cornwall Coliseum           | public          |
| BRISTOL 1984                         | Bristol         | 23 septembre 1984 | Hippodrome                  | public          |
| THE DUELLISTS                        | Bristol         | 23 septembre 1984 | Hippodrome                  | public          |
| SECOND NIGHT IN MANCHESTER           | Manchester      | 26 septembre 1984 | Apollo Theatre              | public          |
| MANCHESTER 1984                      | Manchester      | 26 septembre 1984 | Apollo Theatre              | public          |
| HANLEY 84                            | Hanley          | 27 septembre 1984 | Victoria Hall               | public          |
| NOTTINGHAM '84                       | Nottingham      | 29 septembre 1984 | Royal Concert Hall          | public          |
| NICKO SAYS: FUCK MY OLD BOOTS        | Nottingham      | 29 septembre 1984 | Royal Concert Hall          | public          |
| FAST AND FURIOUS                     | Birmingham      | 3 octobre 1984    | Odeon                       | public          |
| BACK IN THE DELL                     | Southampton     | 5 octobre 1984    | Gaumont Hall                | public          |
| CARDIFF 1984                         | Cardiff         | 7 octobre 1984    | St David's Hall             | public          |
| HAMMERSMITH 9/10/84                  | Londres         | 9 octobre 1984    | Hammersmith Odeon           | public          |
| HAMMERSMITH 10/10/84                 | Londres         | 10 octobre 1984   | Hammersmith Odeon           | public          |
| BACK IN THE VILLAGE                  | Londres         | 12 octobre 1984   | Hammersmith Odeon           | public          |
| Allemagne                            |                 |                   |                             |                 |
| LAST PRAYER                          | Stuttgart       | 16 octobre 1984   | Sporthalle                  | public          |
| LAST PRAYER                          | Stuttgart       | 16 octobre 1984   | Sporthalle                  | public          |
| STUTTGART 1984                       | Stuttgart       | 16 octobre 1984   | Sporthalle                  | public          |
| LIVE IN HEIDELBERG 1984              | Heidelberg      | 17 octobre 1984   | Rhein-Neckar-Halle          | public          |
| LIVE IN HEIDELBERG 1984              | Heidelberg      | 17 octobre 1984   | Rhein-Neckar-Halle          | public          |
| HEIDELBERG 1984                      | Heidelberg      | 17 octobre 1984   | Rhein-Neckar-Halle          | public          |
| Belgique                             |                 |                   |                             |                 |
| THE TALE GOES ON AND ON              | Bruxelles       | 20 octobre 1984   | Forêt Nationale             | public          |
| France                               |                 |                   |                             |                 |
| NANCY 1984                           | Nancy           | 21 octobre 1984   | Parc des Expositions        | public          |
| NANCY 21.10.1984                     | Nancy           | 21 octobre 1984   | Parc des Expositions        | public          |
| Allemagne                            |                 |                   |                             |                 |
| WORLD SLAVERY TOUR 84/85             | Essen           | 26 octobre 1984   | Grugahalle                  | public          |
| BREMEN 1984                          | Brême           | 27 octobre 1984   | Stadthalle                  | public          |
| Pays-Bas                             |                 |                   |                             |                 |
| ZWOLLE 1984                          | Zwolle          | 28 octobre 1984   | Ijselhalle                  | public          |
| LIVE IN HOLLAND '84                  | Zwolle          | 28 octobre 1984   | Ijselhalle                  | public          |
| France                               |                 |                   |                             |                 |
| THE POWER OF PARIS                   | Paris           | 29 octobre 1984   | Espace Balard               | public          |
| PARIS 1984                           | Paris           | 29 octobre 1984   | Espace Balard               | radio           |
| PARIS 1984                           | Paris           | 29 octobre 1984   | Espace Balard               | radio           |
| Danemark                             |                 |                   |                             |                 |
| ALIVE IN COPENHAGEN                  | Copenhague      | 1er novembre 1984 | Brøndbyhallen               | public          |
| COPENHAGEN 1984                      | Copenhague      | 1er novembre 1984 | Brøndbyhallen               | public          |
| HALLOWEEN SLAVE                      | Copenhague      | 1er novembre 1984 | Brøndbyhallen               | public          |
| Suède                                |                 |                   |                             |                 |
| STOCKHOLM SLAVERY                    | Stockholm       | 2 novembre 1984   | Isstadion                   | public          |
| ANCIENT ACES OVER GOTHENBURG         | Göteborg        | 3 novembre 1984   | Scandinavium                | public          |
| GOTHENBURG 03.11.1984                | Göteborg        | 3 novembre 1984   | Scandinavium                | public          |
| Allemagne                            |                 |                   |                             |                 |
| RUSSELHEIM 1984.11.08                | Rüsselsheim     | 8 novembre 1984   | Walter-Köbel-Halle          | public          |
| NUREMBURG 84                         | Nuremberg       | 9 novembre 1984   | Hemmerleinhalle             | public          |
| Italie                               |                 |                   |                             |                 |
| BOLOGNA 1984                         | Bologne         | 11 novembre 1984  | Teatro Tenda                | public          |
| EDDY'S MIND                          | Milan           | 12 novembre 1984  | Teatro Tenda                | public          |
| France                               |                 |                   |                             |                 |
| LYON 84                              | Lyon            | 13 novembre 1984  | Espace Tony Garnier         | public          |
| Suisse                               |                 |                   |                             |                 |
| BASEL 1984                           | Bâle            | 14 novembre 1984  | St. Jacob Sporthalle        | public          |
| Canada                               |                 |                   |                             |                 |
| LIVE IN QUEBEC CITY 1984             | Québec          | 26 novembre 1984  | Colisée de Québec           | public          |
| QUEBEC 1984                          | Québec          | 26 novembre 1984  | Colisée de Québec           | public          |
| CANADA 26.11.1984                    | Québec          | 26 novembre 1984  | Colisée de Québec           | public          |
| MONTREAL UNDER SLAVERY               | Montréal        | 27 novembre 1984  | Forum                       | public          |
| THE EYE OF HORUS                     | Ottawa          | 28 novembre 1984  | Civic Centre                | public          |
| LIVE AFTER TORONTO                   | Toronto         | 30 novembre 1984  | Maple Leaf Gardens          | public          |
| TORONTO '84                          | Toronto         | 30 novembre 1984  | Maple Leaf Gardens          | public          |
| MAPLE LEAF GARDEN                    | Toronto         | 30 novembre 1984  | Maple Leaf Gardens          | public          |
| EDDIE R.I.P. IN TORONTO              | Toronto         | 30 novembre 1984  | Maple Leaf Gardens          | public          |
| WINNIPEG 1984                        | Winnipeg        | 3 décembre 1984   | Arena                       | public          |
| CALGARY 1984                         | Calgary         | 7 décembre 1984   | Corral Arena                | public          |
| États-Unis                           |                 |                   |                             |                 |
| UTAH 1984                            | Salt Lake City  | 13 décembre 1984  | Salt Palace                 | public          |
| SALT LAKE '84                        | Salt Lake City  | 13 décembre 1984  | Salt Palace                 | public          |
| DENVER '84                           | Denver          | 15 décembre 1984  | McNichols Arena             | public          |
| DENVER '84                           | Denver          | 15 décembre 1984  | McNichols Arena             | public          |
| MECCA ARENA 84                       | Milwaukee       | 19 décembre 1984  | Mecca Arena                 | public          |
| MILWAUKEE '84                        | Milwaukee       | 19 décembre 1984  | Mecca Arena                 | public          |
| MAIDEN MILWAUKEE                     | Milwaukee       | 19 décembre 1984  | Mecca Arena                 | public          |
| GOLDEN GOOSE                         | Chicago         | 21 décembre 1984  | Rosemont Horizon            | public          |
| CHICAGO 84                           | Chicago         | 21 décembre 1984  | Rosemont Horizon            | public          |
| CHICAGO 21.12.1984                   | Chicago         | 21 décembre 1984  | Rosemont Horizon            | public          |
| CINCINNATI 85                        | Cincinnati      | 3 janvier 1985    | Gardens                     | public          |
| CINCINNATI 85                        | Cincinnati      | 3 janvier 1985    | Gardens                     | public          |
| THE ALBATROSS VENGEANCE              | Détroit         | 4 janvier 1985    | Jose Luis Arena             | public          |
| Brésil                               |                 |                   |                             |                 |
| ROCK IN RIO                          | Rio de Janeiro  | 11 janvier 1985   | Rock in Rio Festival        | radio           |
| ROCK IN RIO 1985                     | Rio de Janeiro  | 11 janvier 1985   | Rock in Rio Festival        | radio           |
| ROCK IN RIO '85                      | Rio de Janeiro  | 11 janvier 1985   | Rock in Rio Festival        | public          |
| États-Unis                           |                 |                   |                             |                 |
| HARTFORD '85                         | Hartford        | 14 janvier 1985   | Civic Center                | public          |
| WORCESTER '85                        | Worcester       | 15 janvier 1985   | Centrum                     | public          |
| RADIO CITY SLAVERY                   | New York        | 17 janvier 1985   | Radio Music City Hall       | public          |
| EDDIE ENSLAVES NYC                   | New York        | 19 janvier 1985   | Radio Music City Hall       | public          |
| RADIO CITY MUSIC HALL – NIGHT 3      | New York        | 19 janvier 1985   | Radio Music City Hall       | public          |
| THIRD NIGHT IN NYC                   | New York        | 19 janvier 1985   | Radio Music City Hall       | public          |
| NEW YORK '85                         | New York        | 21 janvier 1985   | Radio Music City Hall       | public          |
| SLAVERY IN D.C.                      | Landover        | 28 janvier 1985   | Capitol Center              | public          |
| MIAMI 1985                           | Miami           | 15 février 1985   | Hollywood Sportorium        | public          |
| NIGHT OF THE FLAMING DEAD            | Dallas          | 4 mars 1985       | Reunion Arena               | public          |
| EL PASO 1985                         | El Paso         | 8 mars 1985       | County Coliseum             | public          |
| ENSLAVING LONG BEACH                 | Los Angeles     | 14 mars 1985      | Long Beach Arena            | public          |
| WORLD SLAVERY LONG BEACH             | Los Angeles     | 15 mars 1985      | Long Beach Arena            | table de mixage |
| WORLD SLAVERY – UNCENSORED           | Los Angeles     | 15 mars 1985      | Long Beach Arena            | table de mixage |
| LIVE AFTER LONG BEACH                | Los Angeles     | 15 mars 1985      | Long Beach Arena            | table de mixage |
| LONG BEACH ARENA 15.3.1985           | Los Angeles     | 15 mars 1985      | Long Beach Arena            | table de mixage |
| LONG BEACH ARENA 16.03.1985          | Los Angeles     | 16 mars 1985      | Long Beach Arena            | public          |
| LOS ANGELES 1985 – 4TH NIGHT         | Los Angeles     | 17 mars 1985      | Long Beach Arena            | public          |
| RENO 19/03/85                        | Reno            | 19 mars 1985      | Lawlor Event Center         | public          |
| EDDIE FREEZES NEVADA                 | Reno            | 19 mars 1985      | Lawlor Event Center         | public          |
| SAN FRANCISCO '85                    | San Francisco   | 21 mars 1985      | Cow Palace                  | public          |
| THE BIRD OF GOOD OMEN                | San Diego       | 23 mars 1985      | Sports Arena                | public          |
| NO TIME TO WASTE                     | Tempe           | 24 mars 1985      | Compton Terrace             | public          |
| Japon                                |                 |                   |                             |                 |
| INTO THE ABYSS                       | Tokyo           | 14 avril 1985     | Nakano Sun Plaza Hall       | public          |
| TOKYO 85 – SECOND NIGHT              | Tokyo           | 15 avril 1985     | Nakano Sun Plaza Hall       | public          |
| TOKYO 1985 – 3RD NIGHT               | Tokyo           | 17 avril 1985     | Nakano Sun Plaza Hall       | public          |
| TOKYO 1985                           | Tokyo           | 19 avril 1985     | Nakano Sun Plaza Hall       | public          |
| NAGOYA 85                            | Nagoya          | 20 avril 1985     | Kokaido Hall                | public          |
| SLAVE TO THE POWER OF DEATH          | Fukuoka         | 22 avril 1985     | Sun Palace                  | public          |
| OSAKA 24.04.85                       | Osaka           | 24 avril 1985     | Festival Hall               | public          |
| TOKYO 1985                           | Tokyo           | 25 avril 1985     | Nakano Sun Plaza Hall       | public          |
| Australie                            |                 |                   |                             |                 |
| ENSLAVING AUSTRALIA                  | Canberra        | 2 mai 1985        | Civic Theatre               | public          |
| MELBOURNE 03.05.1985                 | Melbourne       | 3 mai 1985        | Festival Hall               | public          |
| SYDNEY 85                            | Sydney          | 7 mai 1985        | Hordern Pavilion            | public          |
| PRESERVED FOR A THOUSAND AGES        | Newcastle       | 8 mai 1985        | City Hall                   | public          |
| États-Unis                           |                 |                   |                             |                 |
| UNIONDALE 24.05.1985                 | Uniondale       | 24 mai 1985       | Nassau Coliseum             | public          |
| SEEING SIXES ALL THE WAY             | Binghamton      | 25 mai 1985       | Broom County Coliseum       | public          |
| ROCHESTER SLAVERY                    | Rochester       | 27 mai 1985       | War Memorial                | public          |
| WAR MEMORIAL 85                      | Rochester       | 27 mai 1985       | War Memorial                | public          |
| GLEN FALLS 85                        | Glen Falls      | 28 mai 1985       | Civic Center                | public          |
| GLEN FALLS 85                        | Glen Falls      | 28 mai 1985       | Civic Center                | public          |
| NEW HAVEN 85                         | New Haven       | 31 mai 1985       | Coliseum                    | public          |
| THE EYE OF HORUS                     | New Haven       | 31 mai 1985       | Coliseum                    | public          |
| BY THE STAR DOGGED MOON              | East Troy       | 9 juin 1985       | Alpine Music Theater        | public          |
| SLAVERY AT ROCK CITY                 | Détroit         | 12 juin 1985      | Pine Knob Music Theater     | public          |
| SLAVES OF THE WORLD                  | Hoffman Estates | 16 juin 1985      | Poplar Creekr               | public          |
| 5000 THE FIRST TIME AROUND           | Omaha           | 27 juin 1985      | Omaha Auditorium            | public          |
| SAN JOSE 1985                        | San Jose        | 3 juillet 1985    | Civic Auditorium            | public          |
| IRVINE 1985                          | Laguna Hills    | 5 juillet         | Irvine Meadows Amphitheater | public          |
| IRVINE 5.7.1985                      | Laguna Hills    | 5 juillet         | Irvine Meadows Amphitheater | public          |
| Angleterre                           |                 |                   |                             |                 |
| LIVE IN LONDON                       | Londres         | 19 décembre 1985  | Marquee Club                | public          |
| THE WHOLE POPULATION OF HACKNEY      | Londres         | 19 décembre 1985  | Marquee Club                | public          |